# Tübinger Schule
Als Tübinger Schule wird eine wissenschaftliche Richtung evangelischer und katholischer Theologen bezeichnet, die im 19. Jahrhundert an der Universität Tübingen Grundlagen für die historisch-kritische Methode der Bibelforschung entwickelten.

## Evangelische und katholische Tübinger Schule
Die Tübinger Schule entstand um 1826 im Umkreis des evangelischen Theologen Ferdinand Christian Baur, der 1826 bis 1860 als Professor für Kirchen- und Dogmengeschichte, 1841 und 1842 als Rektor der Universität Tübingen wirkte. Baur und seine Schüler erarbeiteten die Grundlagen für die historisch-kritischen Methode der Bibelforschung  des 19. Jahrhunderts. Zu Baurs Schülern gehörten unter anderem: David Friedrich Strauß, Johann Tobias Beck, Karl Reinhold von Köstlin und Baurs Schüler Eduard Zeller. Beck lehnte allerdings Baurs spekulative Sichtweise ab und begründete eine stärker biblisch fundierte Schule, während Albert Schwegler 1841 nach Konflikten mit württembergischen Kirchenbehörden von der Theologie zur Philologie wechselte.
Katholische Theologen mit ähnlicher Forschungsrichtung wie Baur waren Johann Sebastian von Drey (1777–1853), Johann Adam Möhler (1796–1838), Johann Baptist von Hirscher (1788–1865) sowie Franz Anton Staudenmaier (1800–1856) und Johannes von Kuhn (1806–1887). Sie setzten sich kontrovers mit Baur und seinen Schülern auseinander, weshalb die katholische Tübinger Schule deutlich von der evangelischen zu unterscheiden ist. Angeregt durch die Philosophie Georg Wilhelm Friedrich Hegels, befasste sie sich auch mit dem Themenkreis göttliche Offenbarung vs. menschliche Vernunft. Dabei bemühte sie sich um die Einheit von historischer und spekulativer Theologie.
Die evangelische Tübinger Schule stand in einer jahrelangen, heftigen Auseinandersetzung mit ihrem Tübinger Kollegen Heinrich Ewald. Der um einen Ausgleich zwischen orthodoxer und liberaler Theologie bemühte Albrecht Ritschl trennte sich letztlich von der Tübinger Schule.
Um 1860 griff der anglikanische Neutestamentler und Philologe Brooke Foss Westcott die Methoden Baurs auf und entwickelte eine historisch verschärfte kritische Methode der Bibelforschung.

## Drei Tübinger Schulen
Manche Historiker unterscheiden sogar drei Tübinger Schulen:
1. Ältere Tübinger Schule (evangelisch), begründet bereits von Gottlob Christian Storr (1746–1805). Sie vertrat im Wesentlichen den Kant’schen Supranaturalismus, wonach die göttliche Offenbarung über aller menschlichen Vernunft steht. Daher hat auch in der Forschung die formale Autorität der Bibel ihren Platz.
2. Tübinger Schule (katholisch), schon um 1819 von J.S. Drey begründet, von Möhler und Hirscher weiterentwickelt.
3. Jüngere Tübinger Schule (evangelisch), um 1826 durch F.C. Baur begründet. Im Gegensatz zu (1) tritt sie für eine von dogmatischen Voraussetzungen freie historisch-kritische Theologie ein.

Im 20. Jahrhundert finden die letztgenannten Schulen auch zahlreiche Vertreter unter Naturwissenschaftlern und Philosophen, etwa Carl Friedrich von Weizsäcker.